# Ashley Cooper
Ashley John Cooper (født 15. september 1936 i Melbourne, Australien, død 22. maj 2020) var en australsk tennisspiller, der igennem sin karriere i 1950'erne vandt otte grand slam-titler, fire i single og fire i herredouble. De tre af singletitlerne blev vundet i 1958. Blandt hans største konkurrenter var landsmændene Lew Hoad, Neale Fraser og Ken Rosewall. 

## Grand Slam
Coopers fire Grand Slam-singletitler fordeler sig således:
- Australian Open
  - 1957 og 1958

- Wimbledon
  - 1958

- US Open
  - 1958

## Hædersbevisninger
- Optaget i Sport Australia Hall of Fame i 1987.
- Optaget i International Tennis Hall of Fame i 1991.
- Optaget i Australian Tennis Hall of Fame i 1996.
- Udnævnt til Officer of the Order of Australia i 2007.
- Optaget i Queensland Sport Hall of Fame i 2009.